# Plocaederus fragosoi
Plocaederus fragosoi là một loài bọ cánh cứng trong họ Cerambycidae.